# Джо Джексон
Джозеф Волтер «Джо» Джексон (англ. Joseph Walter "Joe" Jackson; 26 липня 1928, Фаунтін-Гілл, Арканзас — 27 червня 2018, Лас-Вегас, Невада) — американський музичний менеджер, найбільш відомий як патріарх музичної родини Джексонів, і, зокрема, батько співака Майкла Джексона

## Біографія
Старший син шкільного вчителя Семюела Джексона (1893—1993) і Крістал Лі Кінг (1907—1999). Він був вихований в Іст-Чикаго і Гері (штат Індіана). Джексон одружився з Кетрін Джексон у 1949 році.
У 1963 році він заснував групу The Jackson Brothers, пізніше перейменовану в Jackson 5.

## Особисте життя
Батько одинадцяти дітей.
У листопаді 2012 року він переніс інсульт.